# Хапоель (Рішон-ле-Ціон)
«Хапоель Рішон-ле-Ціон» (івр. הפועל ראשון לציון) — ізраїльський футбольний клуб з міста Рішон-ле-Ціон. Виступає у Лізі Леуміт, другому дивізіоні чемпіонату Ізраїлю. Домашні матчі проводить на стардіоні «Хаберфельд». У 1991 році змінив назву на «Хапоель-Іроні» (Рішон-ле-Ціон) (івр. הפועל עירוני ראשון לציון), а в червні 2008 року, після зміни власника, клуб повернувся до історичної назви.

## Історія
«Хапоель Рішон-ле-Ціон» — один з найстаріших ізраїльських клубів. Футбольна секція спортивного клубу заснована 1929 року, з 1933 року зіграв декілька матчів, включаючи матчі в Кубку Палестини в 1937 та 1939 роках. Офіційно ж клуб заснували 1940 року.
Найкращим досягненням клубу став вихід у фінал Кубку Ізраїлю 1946 та 1996 років. В обох поєдинках «Хапоель» поступився «Маккабі» (Тель-Авів). Завдяки виходу у фінал національного кубку 1996 року отримав право зіграти в Кубок володарів кубків, проте поступився в кваліфікаційному раунді молдовському «Конструкторул» (Кишинів), пропустивши вдома м'яч (0:1, 3:2).
У сезоні 1941/42 років виступав у вищому дивізіоні чемпіонату Підмандатної Палестини, а після проголошення Декларації незалежності Ізраїлю став одним з членів-засновників чемпіонату Ізраїлю 1949 року. У сезоні 1951/52 роках фінішував на передостанньому місці в чемпіонаті й вибув до другого дивізіону.
У період з 1952 по 1994 рік провів три сезонів в елітному дивізіоні Ізраїлю: 1978/79, 1980/81 (фінашував на 6-у місці) та 1981/82 років. У сезоні 1991/92 років, виступаючи у Лізі Алеф (тогочасний третій дивізіон національного чемпіонату), додав до своєї назву частку «Іроні». Після цього протягом двох сезонів поспіль підвищувався в класі, зокрема в сезоні 1993/94 років виграв Лігу Арцит. Після цього провів 9 сезонів поспіль у вищому дивізіоні чемпіонату Ізраїлю. За підсумками сезону 2002/03 років вилетів до Ліги Леуміт, а три сезони по тому опустився вже до третього дивізіону ізраїльської першості, Ліги Арцит.
У сезоні 2008/09 років повернувся до назви «Хапоель» (Рішон-ле-Ціон) та вийшов до Ліги Леуміт, другого дивізіону чемпіонату Ізраїлю.
У сезоні 2010/11 років вийшов до Прем'єр-ліги Ізраїлю. Прпоте вже наступного сезону повернувся в Лігу Леуміт.
4 грудня 2012 року «Хапоель» (Рішон-ле-Ціон) виграв Кубок Тото Леуміт 2012/13.

## Досягнення
- Ліга Леуміт
  -  Чемпіон (1): 1993/94

- Ліга Алеф
  -  Чемпіон (3): 1964/65, 1988/89, 1992/93

- Кубок Тото Леуміт
  -  Володар (1): 2012/13

## Відомі гравці
- Авірам Баручян
- Рамі Гершон
- Еран Захаві
- Климентій Цітаішвілі
- Денис Філімонов
- Віталій Комарницький
- Олег Кошелюк
- / Сергій Нудний
- Костянтин Візьонок
- Іван Яремчук
- / Андрій Зав'ялов

## Відомі тренери
- Арик Гілрович (2008–09)
- Ніссан Єезкель (2010–12)
- Еял Лахман (2012–13)
- Шарон Мімер (2013–15)
- Офір Хаїм (2015–16)
- Гіллі Леванда (2016)
- Нір Берковіц (2016–2018)
- Рон Маркус (2018–2019)
- Нір Берковіц (2019)
- Офер Таселпапа (2019–)